# Victoria Park
El Victoria Park (conocido localmente como Vicky Park) es un gran parque público que se extiende al este de Londres entre los barrios de Bethnal Green, Hackney y Bow. Está bordeado por el Old Ford Road. La totalidad del parque se encuentra en el burgo de Tower Hamlets.

## Orígenes
Entre 1842 y 1846, fueron comprados por Crown Estate 218 acres y luego acondicionados por el arquitecto londinense Sir James Pennethorne. Una parte del terreno se llamaba Bonner Fields, por el nombre del obispo Bonner, último Lord of the manor del barrio de Stepney.
El parque, originalmente formaba parte del palacio del obispo, pero fue devastado a mediados del siglo XIX por la extracción de gravas y de arcilla destinados a la fabricación de ladrillos.
Fue abierto al público en 1845. Este gran parque recuerda al Regent's Park (habiendo sido este último diseñado por John Nash, el maestro de Pennethorne). Se considera uno de los parques más bonitos del este londinense.
Está bordeado en dos de sus lados por canales: el Regent's canal en el lado oeste y el Hertford Union Canal al sur. Una de las puertas mantiene el nombre del obispo Bonner. La entrada principal a Sewardstone Road ' está custodiada desde 1912 por los Perros de Alcibíades.

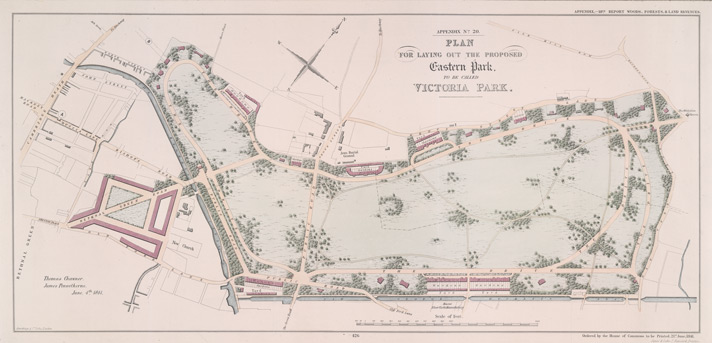
Una vista del plano original propuesto en 1841.

## El parque del pueblo

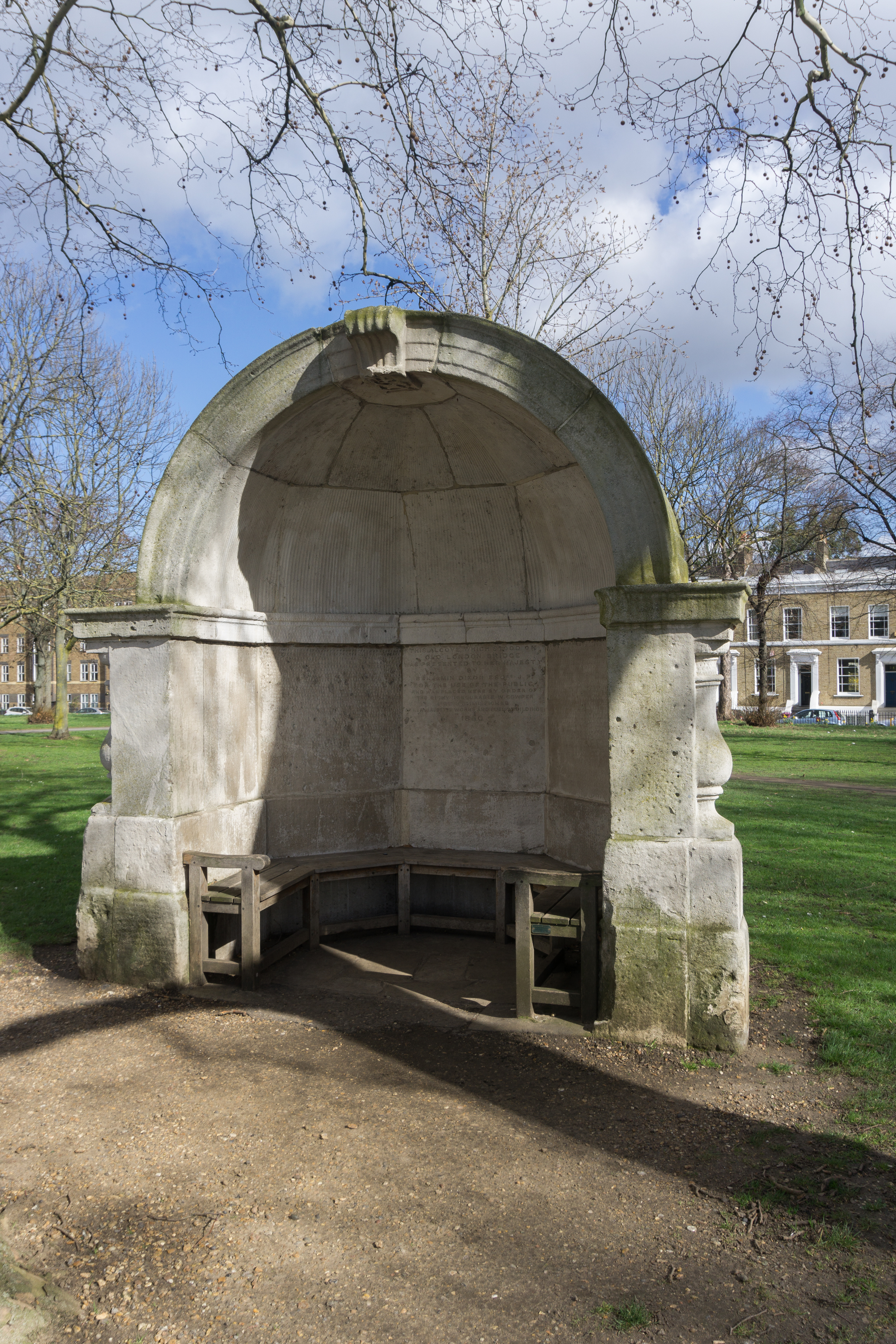
Alcoba de piedra del puente de Londres

Al final de la segunda mitad del siglo XIX, el Victoria Park se convirtió en un lugar privilegiado para la clase obrera del East End londinense. Podría decirse que, para ciertos niños de los años 1880, el parque era la única superficie ininterrumpida de hierba verde que nunca hubieran visto. Las instalaciones, como la balsa de baño (foto de la derecha) permitieron a muchos aprender a nadar, pues la mayoría de las instalaciones de la época (como las de Shacklewell) no servían más que de baños públicos.
La reputación del Victoria Park como parque del pueblo creció cuando se convirtió en un punto de encuentro para las reuniones políticas y las concentraciones de todo tipo, superando quizás, en importancia, las del más célebre Hyde Park.
El parque hace de enlace entre Tower Hamlets —caído en la pobreza en el siglo XIX y con una fuerte tradición de socialismo y de agitación revolucionaria— y Hackney, más refinado, pero heredero de una descendencia centenaria de disidentes religiosos y de inconformistas. No es pues sorprendente que el parque se haya convertido en el anfitrión del Speakers' Corner.
Aunque todo el mundo pudiera libremente exponer sus asuntos en la plaza pública, las afluencias más grandes se daban alrededor de las "estrellas" socialistas como William Morris o Annie Besant.

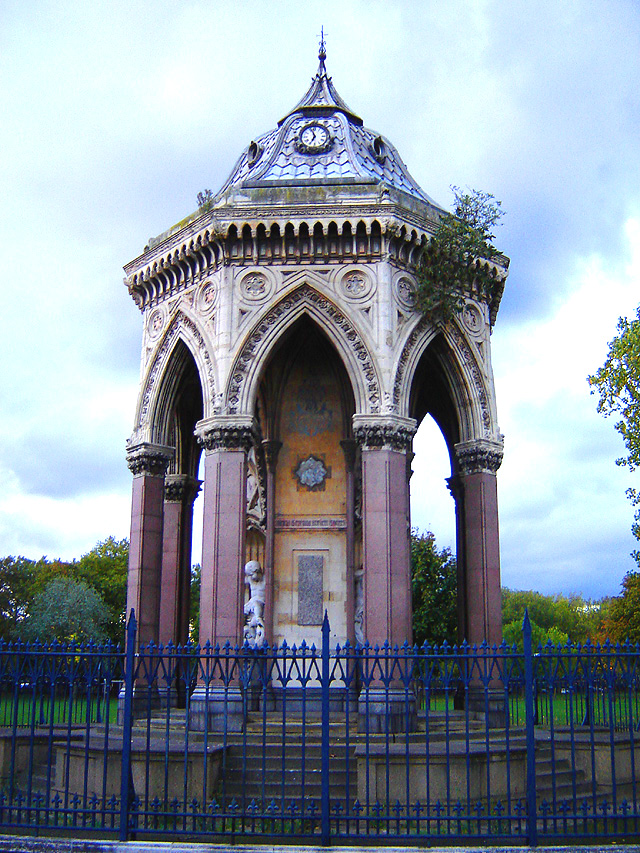
La fuente del Victoria Park, erigida por baronesa Angela Burdett-Coutts en 1862.

Esta descripción de JH Rooney, periodista en la Harper's Magazine (febrero de 1888) evoca una escena que parece prefigurar lo que será Internet:
Sobre el enorme césped central, hay numerosos grupos esparcidos, algunos son muy densos. Casi todas las facciones religiosas de Inglaterra y todos los partidos políticos y sociales predican sus ideas y sus argumentos[...]
Sobre este césped, el público puede si lo desea, entender maltusianismo , el ateísmo, el agnosticismo, el secularismo, el calvinismo, el socialismo, el anarquismo, el salvacionismo, el darwinismo, e incluso, en casos más excepcionales, el Swedenborgianismo y el mormonismo. He oído una vez un profeta, un hombre que se creía inspirado por Dios, pero ese profeta ha acabado sus días en un asilo, donde habría de convertir al doctor antes de poder encontrar su libertad.
La tradición de los oratorios públicos en el parque continuó después de la Segunda Guerra Mundial, en los conciertos de rock de orientación política como aquellos organizados por Rock Against Racism y la Antinazi League a los años 1970 y 1980. Es tradición para las marchas o desfiles comenzar o terminar en el Victoria Park.

## La Segunda Guerra Mundial

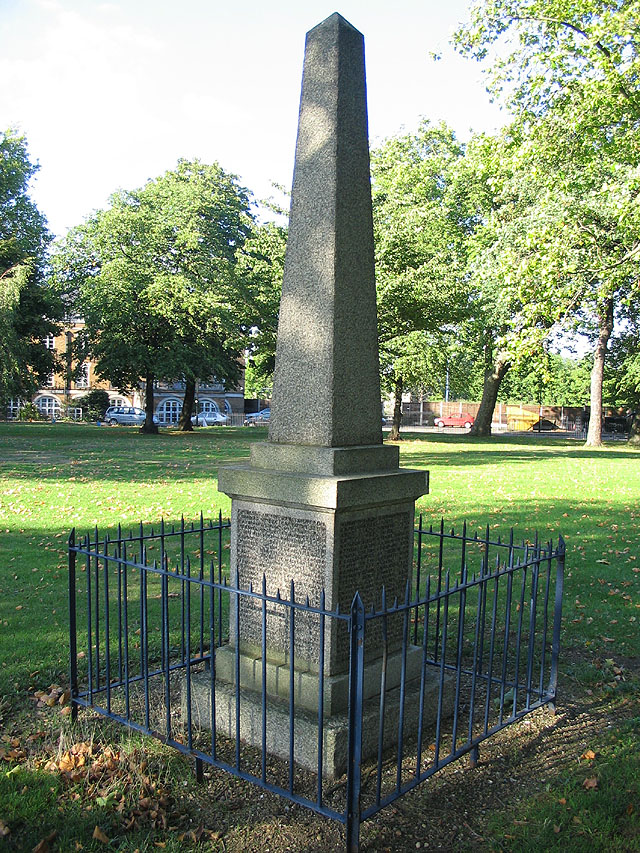
El memorial de la Primera Guerra Mundial de Hackney Wick.

El lago del Victoria Park (2004).

Durante la Segunda Guerra Mundial, el  Victoria Park  continuó estando cerrado al público para hacer en él un emplazamiento antiaéreo suficientemente grande, incluyendo un campo de prisioneros de guerra para los prisioneros italianos y después alemanes. Los cañones eran colocados sobre la ruta de los bombarderos alemanes que viraban al noroeste después de haber atacado los muelles y los almacenes situados más al sur, en lo que fue más adelante Tower Hamlets. El parque tuvo pues una gran importancia estratégica.
Las salas de mando de los cañones se encontraban bajo tierra, en búnkeres. Un
habitante de Hackney de la época contaba:
Cuando estuve mandado por el ejército en estas salas en 1952 para ayudar a cerrarlos antes su eventual demolición.
¿Cuál no fue mi sorpresa, después de todos estos años de vivir a menos de cinco minutos a pie, de no haber sabido nunca donde estaban, además, han lanzado bombas sobre todo el vecindario, pero a este lugar nunca le llegaron. Aunque hay que tener en cuenta que las salas de operaciones estaban enterradas muy profundamente.